# Chāh Pas
Chāh Pas (persiska: چاه پس, چاه پَز) är en ort i Iran.   Den ligger i provinsen Hormozgan, i den sydöstra delen av landet, 1 100 km sydost om huvudstaden Teheran. Chāh Pas ligger 41 meter över havet och antalet invånare är 235.
Terrängen runt Chāh Pas är platt. Runt Chāh Pas är det ganska glesbefolkat, med 50 invånare per kvadratkilometer. Närmaste större samhälle är Zīārat, 14,7 km väster om Chāh Pas. Trakten runt Chāh Pas är ofruktbar med lite eller ingen växtlighet.